# مطعم تصابير

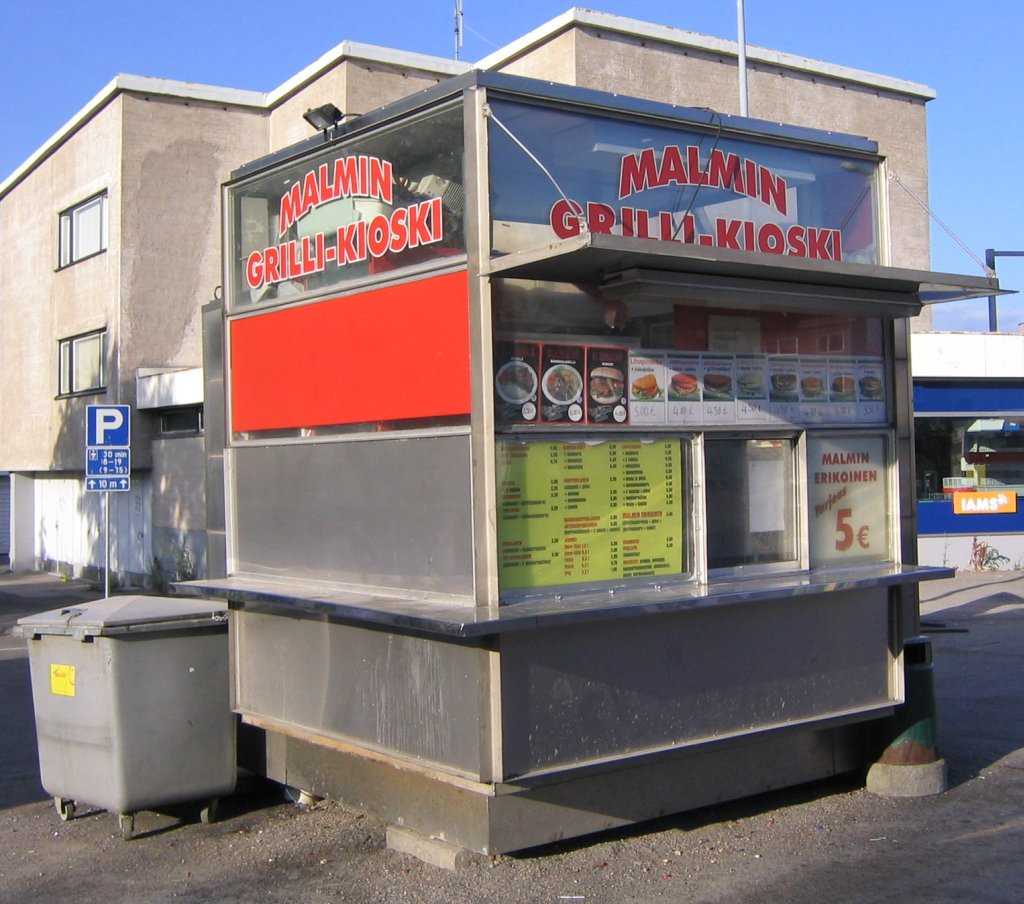
كشك تصابير في هلسنكي في فنلندة

مطعم التصابير أو كشك التصابير أو الوجبات الخفيفة يشير إلى معطم أو كشك طعام غير مكلف يعد جزءًا من هيكل دائم حيث تُباع فيه التصابير والأكلات الخفيفة.